# Srečko Koporc
Srečko Koporc est un compositeur, pédagogue et chef d'orchestre slovène né le 17 novembre 1900 
à Dobrnič et mort à Ljubljana le 19 février 1965.
Son père était facteur d'orgue et lui a transmis les rudiments de la musique. Koporc étudia ensuite auprès de Ignacij Hladnik et Marij Kogoj, et au Nouveau Conservatoire de Vienne auprès d'Egon Lustgarten. La musique de Koporc a des traits néo-classiques, il a composé bon nombre de pièces pour orchestre, pour chœur et a laissé des écrits de théorie musicale. Dans les dernières années de sa vie, il souffrait de dépression et a détruit de nombreuses œuvres.